# Effet von Restorff
L'effet Von Restorff, nommé d'après la psychiatre Hedwig von Restorff, ou effet d'isolation, prévoit qu'un objet qui se détache d'autres, « tel un pouce levé de la main », est plus susceptible d'être retenu. Il engendre ainsi un biais cognitif retenant ce qui est inhabituel, distinctif. En d'autres mots, l’effet de l'isolation est lorsqu’on a tendance à se rappeler d’un objet qui se démarque des autres objets similaires. Cela peut-être dû à une variété de facteurs, tels que la couleur, forme, taille, et d’autres caractéristiques qui diffèrent l’objet de ceux qui l'entourent. Les premières explications de l'effet d'isolation ont proposé qu'une attention supplémentaire soit accordée à l'élément isolé pendant l'encodage. Les éléments qui précèdent l'élément isolé établissent un contexte (par exemple, la taille de la police ou la catégorie sémantique), et l'élément isolé devient plus visible parce qu'il s'écarte du contexte établi. Ce concept est une stratégie qui est appliquée dans plusieurs domaines, tels que celui des médias et le marketing.

## Théorie
Les théories actuelles affirment que la saillance perceptive ainsi qu'une certaine attention accordée à l'objet isolé sont nécessaires pour améliorer la mémoire. Cependant, dans son article original, von Restorff affirme que la « saillance perceptive » n'est pas nécessaire pour obtenir un effet d'isolement. Elle dit également que la différence entre l'objet isolé et son environnement n'est pas suffisant pour produire un effet d'isolement.

## Histoire
Alors qu'elle travaille comme chercheuse post-doctorale pour Wolfgang Köhler à l'université de Berlin, von Restorff publie deux articles. Elle postule l'effet d'isolation dans le premier, publié en 1933.

## Application de l'effet Von Restorff
L’effet de l’isolation peut être utilisé sous forme de sons dans les médias, tels que la radio. En écoutant la radio, vous remarquerez qu’il y a parfois un moment de silence avant que les locuteurs commencent encore à parler. Cela permet au public d’être attentif et de se concentrer sur ce que les locuteurs vont dire par la suite. Parfois, ce temps est utilisé pour sponsoriser ou porter de l’attention sur un sujet important. 
La technique de l’effet de l’isolation est aussi utilisée dans la voie du marketing. Plusieurs compagnies utilisent cela pour s’assurer que leurs produits sont uniques et différent des autres afin d’attirer l’attention du public (Mufti et al. 2018). Par exemple, cette stratégie est utilisée lors de la création d’un logo. Si un logo ressemble trop aux logos de concurrents, il se peut que le public ne soit pas attiré vers lui. La psychologie des couleurs est aussi une technique utilisée dans la création de logo pour pouvoir s’assurer qu’il se démarque des autres. 
De plus, l’effet de Von Restorff est appliqué à grande échelle par certaines des marques les plus connues de commerce électronique. Une façon dont ils utilisent cette technique est pour les boutons “appel à l’action”. Lorsque les compagnies veulent que vous choisissiez une option de d'abonnement plus qu’un autre par exemple, le bouton de cet abonnement spécifique sera d’une couleur vibrante et sera aussi placé au milieu pour plus de visibilité, tandis que les autres boutons seront de couleur unique et pâle. Cet exemple peut être décrit comme l’isolation physique. 
Une autre stratégie que les compagnies utilisent en marketing est le jeu de mots. Vous remarquerez que dans les publicités, il y a parfois des mots que nous voyons qui démarquent des autres mots écrits, ou bien même le nom de la compagnie est hors de l’ordinaire. Ceci est connu comme l’isolation sémantique. 
Bireta et Mazzei (2016) ont conduit une étude où ils ont examiné l’isolation sémantique et physique sous une attention totale et divisée. Dans le cas de cette étude, pour les essais d'attention divisés, l'ordinateur afficha un nombre aléatoire à trois chiffres (ex: 428) avant de présenter une liste de mots, contrairement à l’attention totale ou rien n’était présenté. De plus, l'isolat physique était un mot de la même catégorie présenté dans une police plus grande, et l'isolat sémantique était un mot d'une catégorie différente. À partir de cette étude, ils ont conclu que les isolations physiques et l’isolation sémantique sont toutes les deux des techniques très efficaces pour capter l’attention du public. Des recherches comme celle-là peuvent permettre aux individus qui travaillent dans le domaine du marketing d'améliorer leurs techniques de publicité afin de mieux cibler les consommateurs.

## Humour
L'effet est également connu en humour et prendre la forme des effets bizarreness (en) et serial position (en).

## Dans la fiction
Le syndrome de Restorff est au cœur de l'intrigue du roman court Opexx écrit par Laurent Genefort et publié en 2022.